# Julienne Mathieu
Julienne Mathieu (Saint-Sauveur-en-Puisaye, 21 de setembre de 1874 - Chieri, 1 de desembre de 1943) va ser una actriu de cinema mut i tècnica d'efectes especials especialitzada en l'acoloriment de pel·lícules en blanc i negre.

## Biografia
Julianne Mathieu va ser una actriu francesa que actuava amb els noms artístics de Suzanne o Mercedes al tombant del segle xx. A finals dels anys noranta del segle xix coneix Segundo de Chomón, que es casarà amb ella i del qual protagonitzarà nombrosos curtmetratges. De fet, fou ella qui el va introduir en el món del cinema, al qual es dedicaran ambdós al llarg de la seva vida. Tot i que no en resta cap prova documental, es diu que Julienne va aprendre la tècnica d'acoloriment de pel·lícules del mateix Georges Mélies. Va apartar-se dels escenaris per treballar com acoloridora per a la Star Films i la productora francesa Pathé frères en haver de mantenir el seu fill mentre Chomón es trobava a Cuba fent el servei militar. Altres fonts diuen que per a aquestes productores només va treballar com a actriu. El que sí que se sap segur és que va treballar al taller d'acoloriment de Mme Thuiller. L'any 1901, amb la família reunificada, el matrimoni Chomón-Mathieu torna a Barcelona per fundar un taller d'acoloriment de films. L'estudi es dedicarà bàsicament a l'acoloriment de pel·lícules, la confecció de cartel·les i la distribució des de Barcelona de films procedents de França. El 1905 el matrimoni es trasllada a París per treballar novament per a la Pathé i després torna a Barcelona per fundar la productora Chomón-Fuster, que tampoc va acabar de funcionar. Alguns dels films de Chomón on apareix Julienne Mathieu són Au pays de l'or (1908) i La sorcière noire (1907), ambdues de la productora Pathé. Sobretot cal destacar la seva presència a L'hotel elèctric (1908), curtmetratge confeccionat seguint la tècnica de l'stop motion (en concret la pixilació) que ha inscrit el nom de Chomón entre els pioners de l'animació espanyola.

## Filmografia
- Le jeu de patience (1909)
- Le roi des aulnes (1909)
- L'hotel elèctric (1908)
- La Belle au bois dormant (1908)
- L'étang enchanté (1908)
- Les cocottes en papier (1908)
- La danseuse microscopique (1908)
- Les ombres chinoises (1908)
- Les têtes fantastiques (1908)
- Le voleur mystérieux (1908)
- Armures mystérieuses (1907)
- Les oeufs de Pâques (1907)
- La poule aux oeufs d'or (1905)